# Ricardo Ribeiro Rodrigues
Ricardo Ribeiro Rodrigues (São Paulo (SP), 10 de abril de 1960) é um biólogo, escritor e pesquisador brasileiro, especializado em ecologia e restauração florestal. É professor titular no Departamento de Ciências Biológicas da Escola Superior de Agricultura Luiz de Queiroz (Esalq), da Universidade de São Paulo (USP), onde leciona e conduz pesquisas desde 2001.

## Formação acadêmica
Rodrigues graduou-se em Ciências Biológicas pela Universidade Estadual de Campinas (Unicamp) em 1983. Obteve o título de mestre em Biologia Vegetal em 1986, na mesma instituição, com a dissertação Levantamento Florístico e Fitossociológico das Matas da Serra do Japi, Jundiaí (SP). sob a orientação de Carlos Alfredo Joly. 
Concluiu o doutorado em 1992, também na Unicamp, com a tese Análise de um remanescente de vegetação natural às margens do Rio Passa Cinco e suas relações edáficas, Ipeúna (SP), orientado por George John Shepherd. Em 1999, tornou-se livre-docente pela USP com estudo sobre colonização e sucessão florestal em fragmentos urbanos pós-fogo.

## Atuação acadêmica
Desde 1987, atua como docente na USP e tornou-se professor titular na Esalq em 2001. Foi coordenador do Programa Biota-Fapesp entre 2004 e 2009.
Ele também é orientador de pós-graduação dos programas de Biologia Vegetal da Unicamp e de Recursos Florestais e de Ecologia Aplicada da USP, nos quais orientou cerca de 100 profissionais nos níveis de mestrado, doutorado e pós-doutorado.
Rodrigues Possui mais de 260 artigos publicados e 99 livros e capítulos de livros. Entre suas obras destacam-se:
- Florestas do estado de São Paulo: uma experiência multidisciplinar em 40 hectares de parcelas permanentes.[7]
- BPBES/IIS: Relatório temático sobre restauração de paisagens e ecossistemas.[8]
- O código florestal e a ciência: contribuições para o diálogo.[9]
- Em dia com a natureza: manual para projetos de recuperação nativa.[10]
- A Reserva Legal que queremos para a Mata Atlântica.[11]

## Trajetória profissional
É membro da Sociedade Brasileira para o Progresso da Ciência (SBPC), e da Câmara de Compensação Ambiental do Estado de São Paulo desde 2014, além de integrar o Comitê da Conta TFCA, que utiliza recursos da dívida externa para ações de conservação no Brasil.
Coordena o Laboratório de Ecologia e Restauração Florestal] (LERF/Esalq), fundado em 1997, que liderou a criação do Programa de Adequação Ambiental e Agrícola de Propriedades Rurais. O programa atingiu mais de 4,2 milhões de hectares, restaurando 50 mil hectares de matas ciliares e protegendo 125 mil hectares de florestas. Rodrigues também coordenou projetos temáticos financiados pela Fapesp, testando preceitos do Novo Código Florestal Brasileiro, com participação de mais de 40 pesquisadores.

## Prêmios e reconhecimentos
Rodrigues recebeu o Prêmio Frontiers Planet em 2023 como campeão nacional.

## Linhas de pesquisa
Rodrigues atua nas áreas de Florística e fitossociologia florestal; Sucessão e dinâmica florestal; Recuperação de áreas degradadas; Restauração ecológica em larga escala.
Entre seus trabalhos recentes está o artigo Balancing natural forest regrowth and tree planting to ensure social fairness and compliance with environmental policies, que discute a integração entre ciência e políticas públicas ambientais.

## Contribuições sociais e ambientais
Rodrigues também atua na formulação de políticas públicas e práticas sustentáveis voltadas para conservação e agricultura. Participa da Coalizão Ciência e Sociedade e da Câmara de Compensação Ambiental do Estado de São Paulo, além de colaborar em debates sobre o Código Florestal no Supremo Tribunal Federal e no Congresso Nacional.

## Década da Restauração
Rodrigues atua ainda nos trabalhos Década das Nações Unidas para a Restauração de Ecossistemas (2021–2030), com foco na Mata Atlântica. Promove a restauração multifuncional, integrando benefícios ambientais, sociais e econômicos.

## Outras atividades
Com mais de três décadas de atuação, Rodrigues trabalha para consolidar a restauração ecológica como uma ciência aplicada à mitigação das mudanças climáticas. Suas contribuições podem ser aplicadas nos biomas Mata Atlântica e Amazônia.
Participou da série Craques da Restauração, promovida pelo Pacto pela Restauração da Mata Atlântica, reforçando a integração entre ciência e prática restauradora no Brasil.